# Rioux
Rioux település Franciaországban, Charente-Maritime megyében. Lakosainak száma 977 fő (2022. január 1.). Rioux Cravans, Montpellier-de-Médillan, Rétaud, Saint-André-de-Lidon, Saint-Simon-de-Pellouaille, Tesson és Thénac községekkel határos.

## Népesség
A település népessége az elmúlt években az alábbi módon változott:
| Lakosok száma | 615  | 645  | 771  | 876  | 928  | 921  | 960  | 977  | 987  | 977  |
|               | 1968 | 1982 | 1999 | 2006 | 2011 | 2015 | 2017 | 2018 | 2020 | 2022 |